# Skobelevo, Loveci
Skobelevo (în bulgară Скобелево) este un sat în comuna Loveci, regiunea Loveci,  Bulgaria. 

## Demografie
Componența etnică a satului Skobelevo
     Bulgari (80,36%)
     Romi (18,54%)
     Nicio identificare (1,09%)
     Altele (0%)
o lectie despre alcool!